# Gimnastika na Poletnih olimpijskih igrah 1912
Gimnastika na Poletnih olimpijskih igrah 1912. Tekmovanja so potekala v štirih disciplinah za moške med 6. in 15. junijem 1912 v Stockholmu, udeležilo se jih je 249 telovadcev iz dvanajstih držav.

## Dobitniki medalj
| Disciplina                 | Zlato | Srebro | Bron |
| Mnogoboj posamično         | Alberto Braglia (ITA) | Louis Ségura (FRA) | Adolfo Tunesi (ITA) |
| Mnogoboj ekipno            | Italija · Pietro Bianchi · Guido Boni · Alberto Braglia · Giuseppe Domenichelli · Carlo Fregosi · Alfredo Gollini · Francesco Loi · Luigi Maiocco · Giovanni Mangiante · Lorenzo Mangiante · Serafino Mazzarochi · Guido Romano · Paolo Salvi · Luciano Savorini · Adolfo Tunesi · Giorgio Zampori · Umberto Zanolini · Angelo Zorzi | Madžarska · József Bittenbinder · Imre Erdődy · Samu Fóti · Imre Gellért · Győző Haberfeld · Ottó Hellmich · István Herczeg · József Keresztessy · Lajos Kmetykó · János Krizmanich · Elemér Pászti · Árpád Pédery · Jenõ Rittich · Ferenc Szüts · Ödön Téry · Géza Tuli | Združeno kraljestvo · Albert Betts · William Cowhig · Sidney Cross · Harold Dickason · Herbert Drury · Bernard Franklin · Leonard Hanson · Samuel Hodgetts · Charles Luck · William MacKune · Ronald McLean · Alfred Messenger · Henry Oberholzer · Edward Pepper · Edward Potts · Reginald Potts · George Ross · Charles Simmons · Arthur Southern · William Titt · Charles Vigurs · Samuel Walker · John Whitaker |
| Ekipno po prostem sistemu  | Norveška · Isak Abrahamsen · Hans Beyer · Hartmann Bjørnsen · Alfred Engelsen · Bjarne Johnsen · Sigurd Jørgensen · Knud Leonard Knudsen · Alf Lie · Rolf Lie · Tor Lund · Petter Martinsen · Per Mathiesen · Jacob Opdahl · Nils Opdahl · Bjarne Pettersen · Frithjof Sælen · Øistein Schirmer · Georg Selenius · Sigvard Sivertsen · Robert Sjursen · Einar Strøm · Gabriel Thorstensen · Thomas Thorstensen · Nils Voss               | Finska · Kaarlo Ekholm · Eino Forsström · Eero Hyvärinen · Mikko Hyvärinen · Tauno Ilmoniemi · Ilmari Keinänen · Jalmari Kivenheimo · Karl Lund · Aarne Pelkonen · Ilmari Pernaja · Arvid Rydman · Eino Saastamoinen · Aarne Salovaara · Heikki Sammallahti · Hannes Sirola · Klaus Suomela · Lauri Tanner · Väinö Tiiri · Kaarlo Vähämäki · Kaarlo Vasama | Danska · Axel Andersen · Hjalmart Andersen · Halvor Birch · Wilhelm Grimmelmann · Arvor Hansen · Christian Hansen · Marius Hansen · Charles Jensen · Hjalmar Peter Johansen · Poul Jørgensen · Carl Krebs · Vigo Madsen · Lukas Nielsen · Rikard Nordstrøm · Steen Olsen · Oluf Olsson · Carl Pedersen · Oluf Pedersen · Niels Petersen · Christian Svendsen                                                        |
| Ekipno po švedskem sistemu | Švedska · Per Bertilsson · Carl-Ehrenfried Carlberg · Nils Granfelt · Curt Hartzell · Oswald Holmberg · Anders Hylander · Axel Janse · Boo Kullberg · Sven Landberg · Per Nilsson · Benkt Norelius · Axel Norling · Daniel Norling · Sven Rosén · Nils Silfverskiöld · Carl Silfverstrand · John Sörenson · Yngve Stiernspetz · Carl-Erik Svensson · Karl Johan Svensson · Knut Torell · Edward Wennerholm · Claes Wersäll · David Wiman | Danska · Peter Andersen · Valdemar Bøggild · Søren Peter Christensen · Ingvald Eriksen · George Falcke · Torkild Garp · Hans Trier Hansen · Johannes Hansen · Rasmus Hansen · Jens Kristian Jensen · Søren Alfred Jensen · Karl Kirk · Jens Kirkegaard · Olaf Kjems · Carl Larsen · Jens Peter Laursen · Marius Lefèrve · Povl Mark · Einar Olsen · Hans Pedersen · Hans Eiler Pedersen · Olaf Pedersen · Peder Larsen Pedersen · Aksel Sørensen · Martin Thau · Søren Thorborg · Kristen Vadgaard · Johannes Vinther | Norveška · Arthur Amundsen · Jørgen Andersen · Trygve Bøyesen · Georg Brustad · Conrad Christensen · Oscar Engelstad · Marius Eriksen · Axel Henry Hansen · Petter Hol · Eugen Ingebretsen · Olaf Ingebretsen · Olof Jacobsen · Erling Jensen · Thor Jensen · Frithjof Olsen · Oscar Olstad · Edvin Paulsen · Carl Alfred Pedersen · Paul Pedersen · Rolf Robach · Sigurd Smebye · Torleif Torkildsen               |

## Medalje po državah
| Poz | Država              | Zlato | Srebro | Bron | Skupaj |
| 1   | Italija             | 2     | 0      | 1    | 3      |
| 2   | Norveška            | 1     | 0      | 1    | 2      |
| 3   | Švedska             | 1     | 0      | 0    | 1      |
| 4   | Danska              | 0     | 1      | 1    | 2      |
| 5   | Finska              | 0     | 1      | 0    | 1      |
| 5   | Francija            | 0     | 1      | 0    | 1      |
| 5   | Madžarska           | 0     | 1      | 0    | 1      |
| 8   | Združeno kraljestvo | 0     | 0      | 1    | 1      |

## Zastopane države
| - Češka (1) - Danska (49) - Finska (24) - Francija (6) - Združeno kraljestvo (23) - Nemčija (18) | - Madžarska (17) - Italija (18) - Luksemburg (19) - Norveška (46) - Rusija (4) - Švedska (24) |